# Karang Dapo I
Karang Dapo I is een bestuurslaag in het regentschap Musi Rawas van de provincie Zuid-Sumatra, Indonesië. Karang Dapo I telt 1746 inwoners (volkstelling 2010).